# Опи, Джон
Джон О́пи (англ. John Opie; 16 мая 1761, Корнуолл — 9 апреля 1807, Вестминстер) — британский художник-портретист, супруг писательницы-аболиционистки Амелии Опи.

## Биография

### «Вундеркинд из Корнуолла»
Родился в Корнуолле, в небольшой деревне неподалёку от Перранпорта, в семье плотника. Был самым младшим из пяти детей. Семья Опи имела корнское происхождение. С детства будущий художник отличался неординарными способностями к математике и рисованию. К двенадцати годам он освоил геометрию Евклида, и открыл вечернюю школу для бедных детей, где обучал их чтению, письму и арифметике. Его отец, однако, не поощрял способностей сына. Он насильно обучал подростка своему ремеслу и отправил работать на местную лесопилку.
Однако, слухи об одарённом юноше дошли до местного врача Джона Уолкота, образованного человека, публиковавшего сатирические памфлеты под псевдонимом Доктор Пиндар. В 1775 году доктор Уолкот посетил 14-летного Опи на лесопилке, и был удивлён тем, что юноша простого происхождения обладает столь неординарным умом и способностями. После этого Уолкот стал наставником Опи и поселил его в своём доме в Труро, после чего на протяжении многих лет помогал ему деньгами и советом.

### Прибытие в Лондон
Проживая в Труро у доктора Уолкота, Опи начал писать портреты, которые быстро стали пользоваться известностью и популярностью в Корнуолле. Став старше, Опи начал путешествовать по городам Корнуолла, как странствующий художник-портретист. А в 1781 году Опи и Уолкот вместе перебрались в Лондон, причем заключили официальное соглашение о разделе прибыли. Хотя Опи, к тому времени 20-летний юноша, благодаря Уолкоту уже обладал неплохими познаниями в живописи, компаньоны решили представить его лондонской публике, как вундеркинда-самоучку. Этому способствовало и то, что портрет работы Опи, отправленный в Лондон на выставку годом ранее, был описан в каталоге как «работа самодеятельного гения, никогда не видевшего картин». Убедившись, что интерес лондонской публики уже подогрет и сформирован в полной мере, Уолкот, как бы уступая настойчивым просьбам, привёз Опи в Лондон и представил «Корнуолльское чудо» ведущим художникам, в том числе сэру Джошуа Рейнольдсу, что, в свою очередь, привлекло к Опи дополнительный интерес. В дальнейшем Уолкоту удалось представить Опи самому королю Георгу III и его придворным. Король лично купил одну из картин молодого художника и, кроме того, поручил ему создать портрет знаменитой пожилой художницы Мэри Делейни. После этого заказы от высокопоставленных придворных полились на юношу, как из ведра. Он создал портреты герцога и герцогини Глостерских, леди Солсбери, леди Шарлотты Талбот, леди Харкорт и многих других джентльменов и леди из высшего света.
На протяжении первого года своей новой лондонской жизни, Опи соблюдал своё соглашение с доктором Уолкотом, однако, увидев, что дела его идут в гору, избавился от ставшей обременительной опеки доктора, сообщив ему, что в дальнейшем намерен вести дела сам. После этого учитель и ученик рассорились друг с другом.
В 1782 году Опи впервые сам выставил свои работы в лондонской Королевской академии художеств, а в декабре того же года в первый раз женился на девушке по имени Мэри Банн. Однако, в 1796 году, спустя 14 лет не самого удачного и насыщенного ссорами брака, жена сбежала к другому, после чего супруги развелись.

### Респектабельный живописец
Работы Опи после первоначального всплеска популярности быстро вышли из моды. В ответ на этот вызов, художник начал работать над совершенствованием своей живописной техники, в то же время стремясь дополнить своё раннее образование изучением латинской, французской и английской литературы, а также отшлифовать свои провинциальные манеры, так, чтобы соответствовать всем стандартам придворного общества. В 1786 году Опи выставил свою первую историческую картину «Убийство Якова I», а в следующем году вторую — «Убийство Давида Риччо». Эти картины, в особенности вторая, вновь принесли художнику успех, и уже в 1788 году он стал полноправным членом (академиком) Королевской академии художеств. С тех пор Опи успешно работал как над портретами, так и над историческими сценами, позиционируя себя уже не как вундеркинд из глубинки, но как модный и опытный салонный портретист. В мае 1798 года Опи женился второй раз, на Амелии Элдерсон, образованной девушке, талантливой писательнице и поэтессе. Хотя у супругов не было детей, брак этот оказался вполне счастливым.
В 1805 году Опи был назначен профессором Королевской академии, и, начиная с мая 1806 года, прочитал там курс из четырех лекций. После смерти художника, его вдова издала эти лекции в виде книги, сопроводив их своими воспоминаниями о покойном муже. Опи и сам пробовал себя в литературе. Он успел создать краткое жизнеописание Джошуа Рейнольдса, а также «Письмо о развитии изящных искусств в Англии», в котором выступил за создание Национальной галереи. Однако, в 1807 году совсем не старый 46-летний художник внезапно скончался и был похоронен в лондонском соборе святого Павла рядом с Джошуа Рейнольдсом, как сам того и просил.

## Галерея

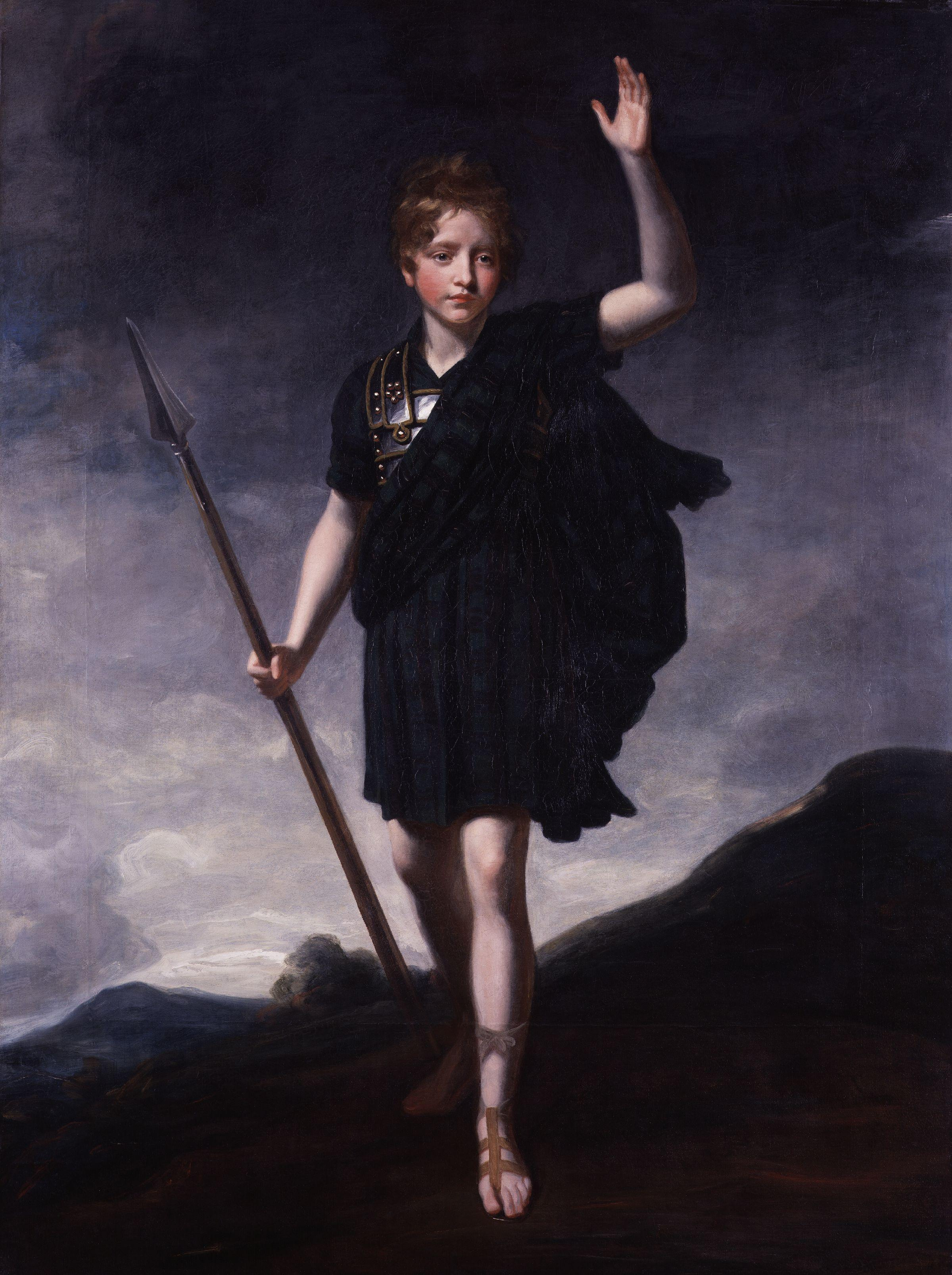
Портрет ребёнка-актёра Уильяма Бетти, известного как мастер Бетти, 1804, Национальная портретная галерея (Лондон)
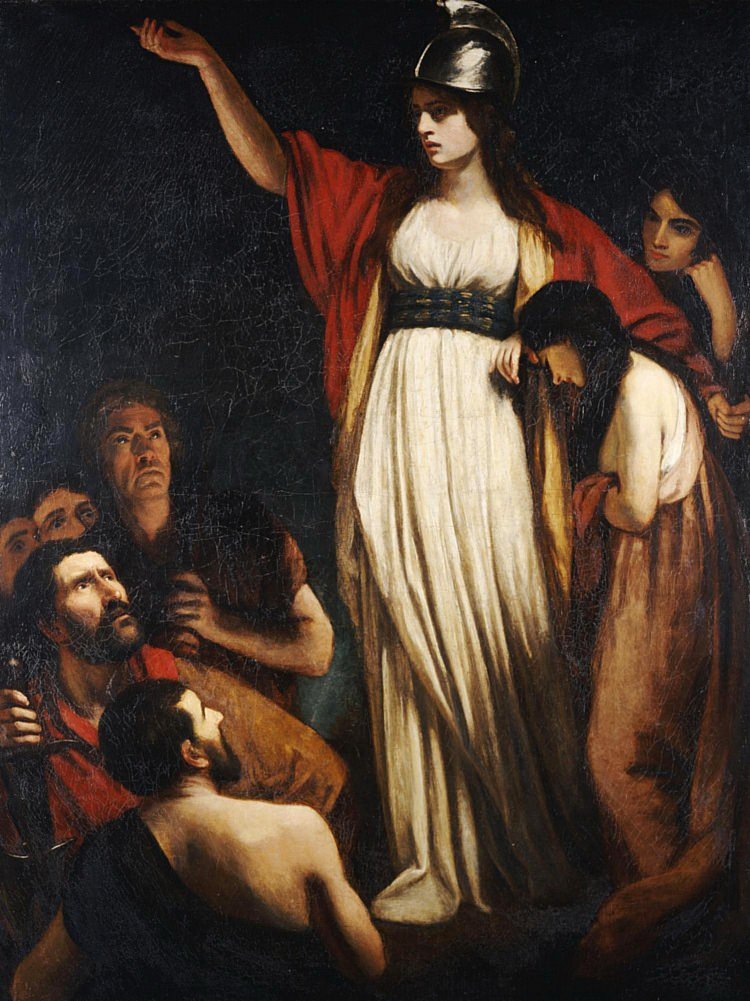
Королева Боудикка.
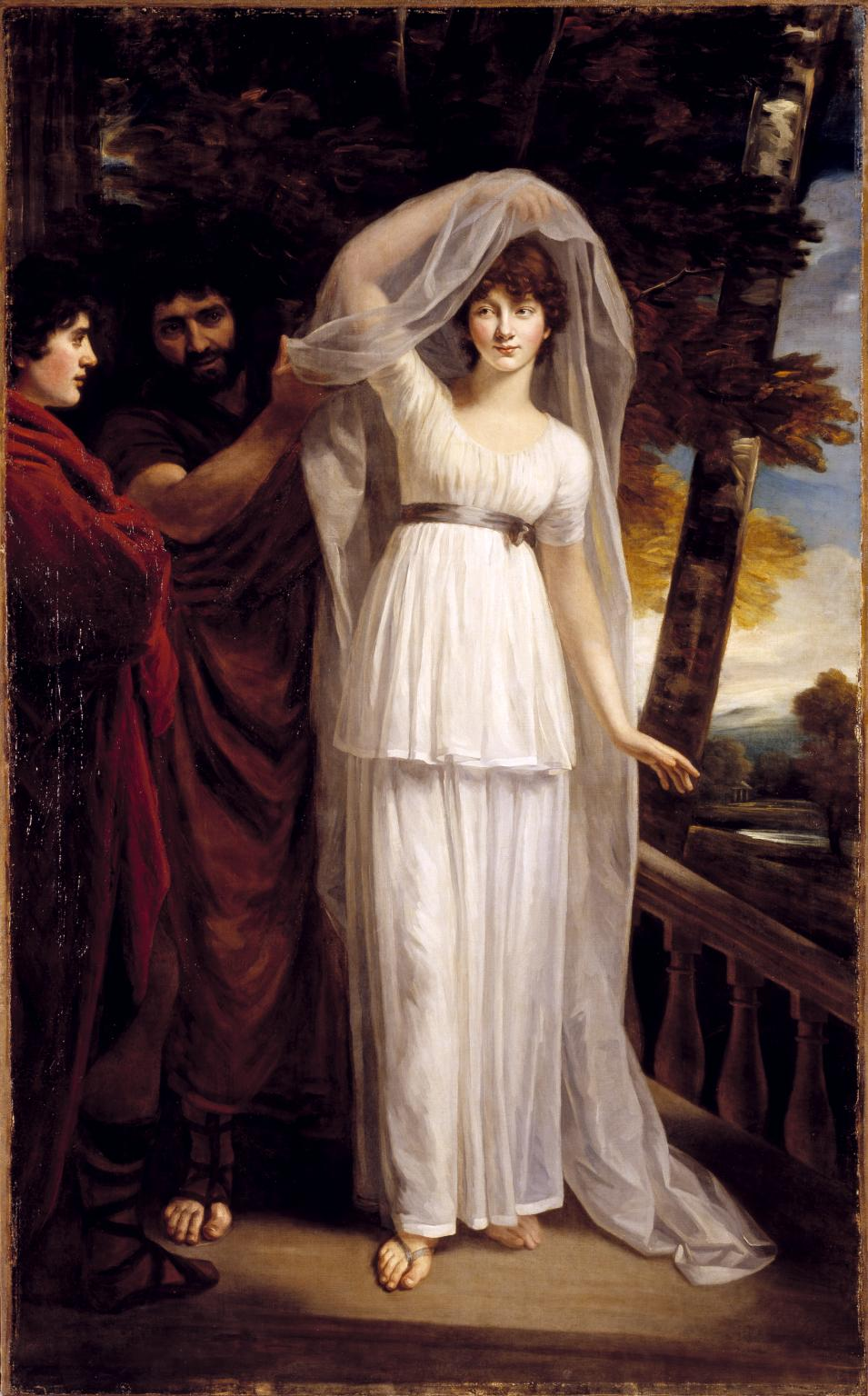
Портрет знатной дамы в образе Крессиды.
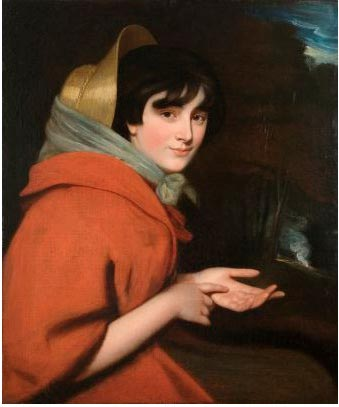
Портрет леди Плезенс Смит[вд] в образе цыганки.
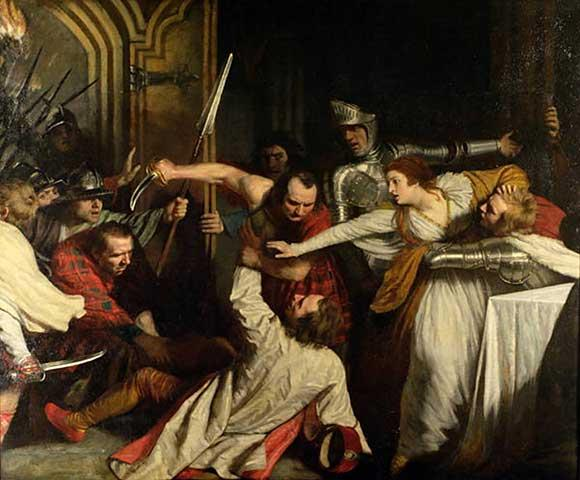
Убийство Давида Риччо, 1787, Картинна галерея Гильдхолл, Лондон.
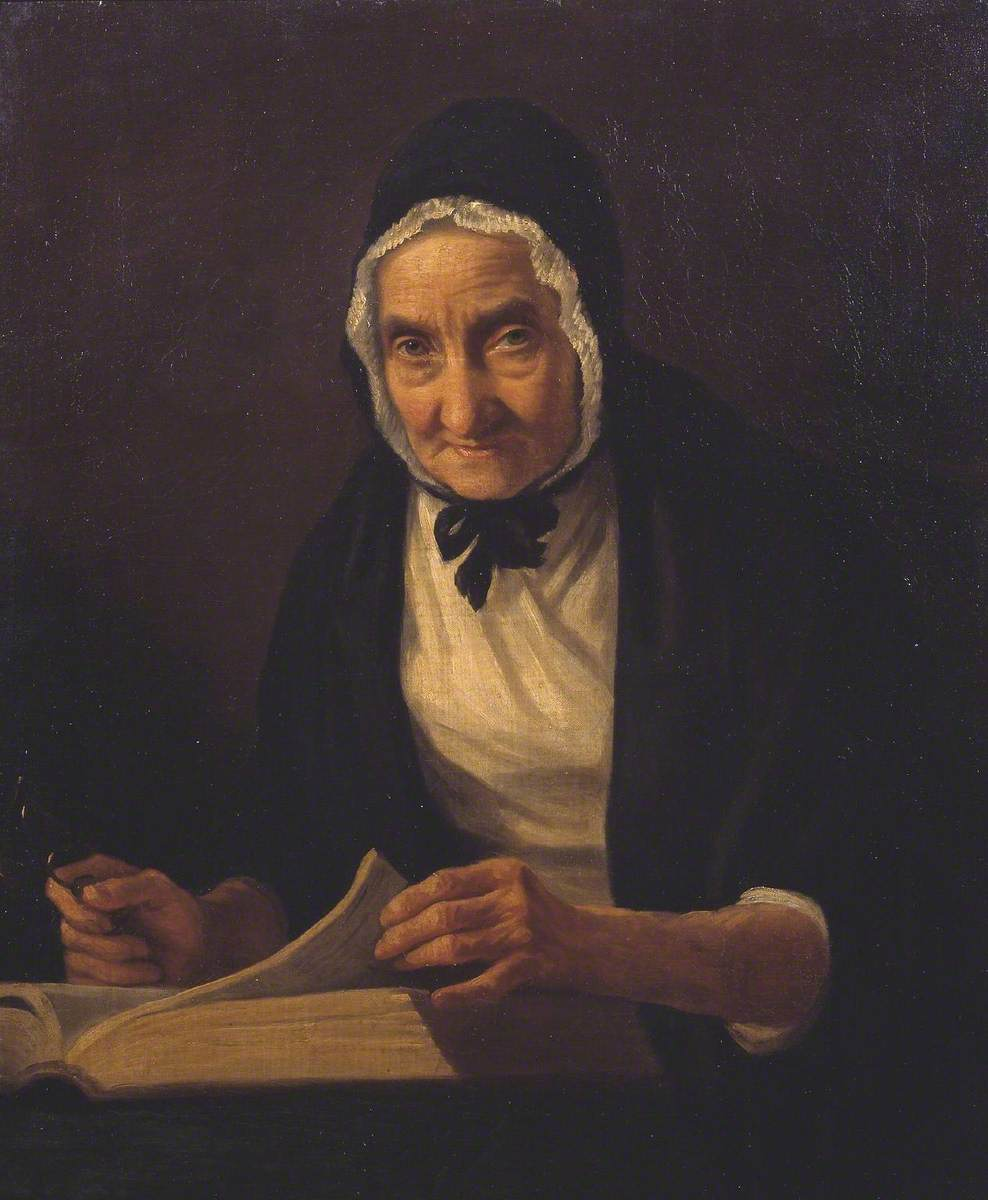
Портрет матери художника.
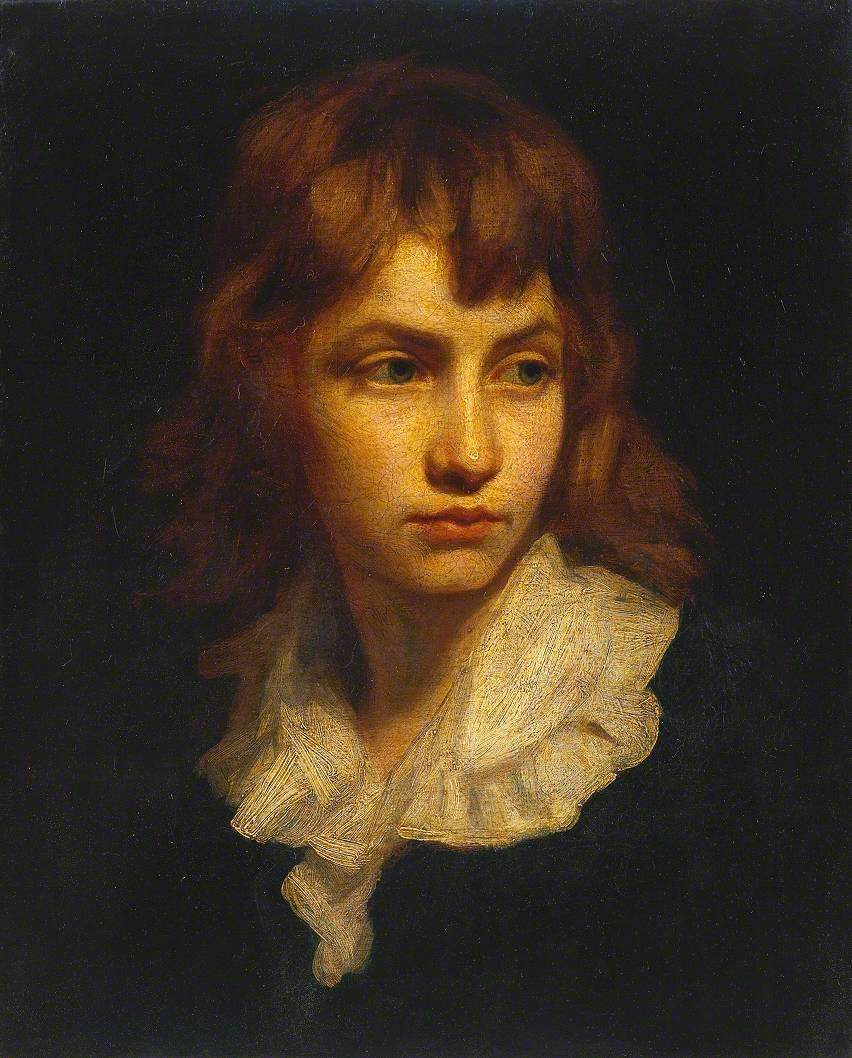
Портрет мастера Уильма Опи.
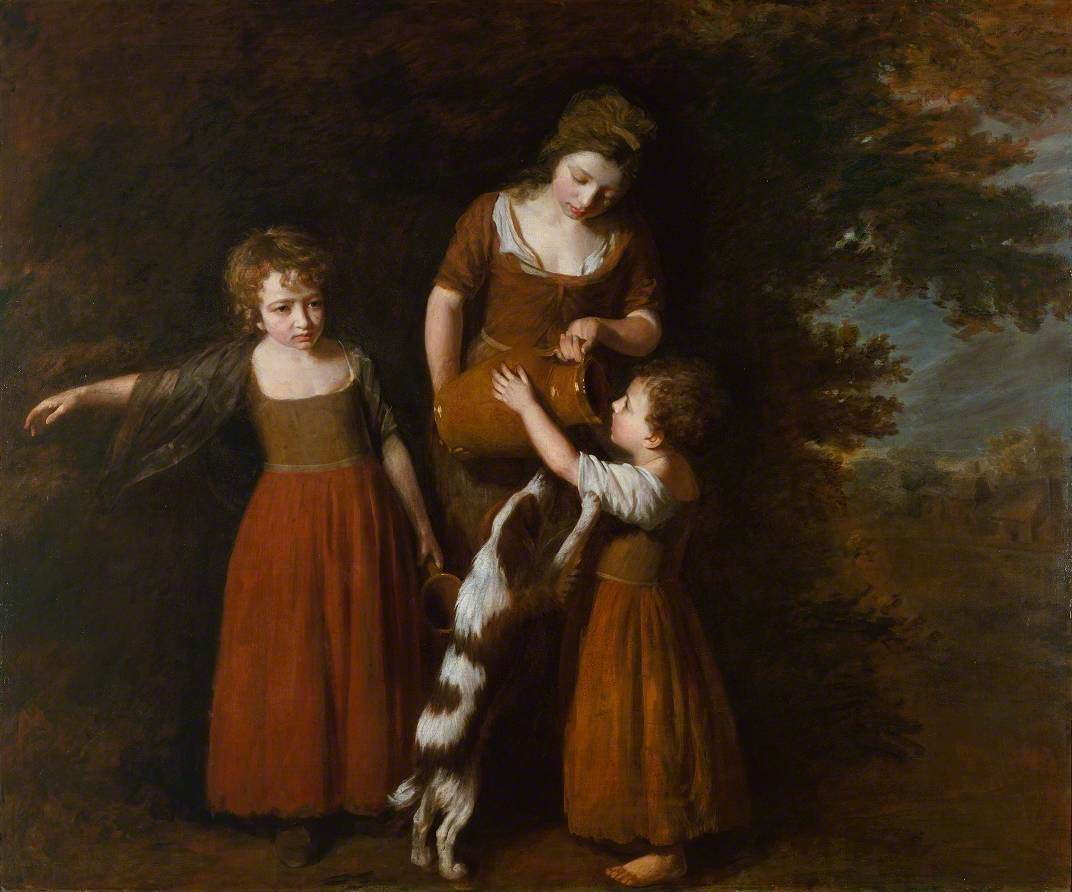
Крестьянская семья.